# Nouveau bâtiment du Parlement du Zimbabwe
Pour les articles homonymes, voir Bâtiment du Parlement.
Le nouveau bâtiment du Parlement du Zimbabwe (en anglais : New Zimbabwe Parliament Building) est un édifice législatif situé à Mount Hampden au Zimbabwe, construit pour remplacer l'ancien Parliament House. 
Le bâtiment de six étages abrite à la fois la chambre haute et la chambre basse du Parlement zimbabwéen. Les chambres parlementaires peuvent accueillir jusqu'à 650 législateurs dans leurs bureaux, leurs salles de conférence et leurs espaces de réunion. Le contrat d'ingénierie, d'approvisionnement et de construction est attribué à la Shanghai Construction Group, qui érige le bâtiment entre décembre 2018 et avril 2022.

## Emplacement
Le nouveau bâtiment du Parlement est situé sur un terrain 50 000 m2 dans l'établissement de Mount Hampden, dans la province du Mashonaland occidental, à environ 25 kilomètres au nord-ouest de Harare, la capitale et plus grande ville du pays,.

## Description
Le complexe se compose de six étages, disposés en cercles concentriques autour d'une chambre parlementaire centrale d'une capacité de 650 personnes. L'ensemble du complexe comprend environ 33 000 m2 d'espaces de bureaux. Un parking extérieur de 800 véhicules est également construit. La construction est financée par une subvention de 140 millions de dollars américains du gouvernement chinois au gouvernement zimbabwéen,.

## Histoire
Le premier bâtiment parlementaire du Zimbabwe est construit à la fin du XIXe siècle par les dirigeants coloniaux du pays. Ce bâtiment possède une capacité pouvant accueillir 100 membres. L'ancien bâtiment est donc trop petit pour les 350 membres du Parlement et les 248 membres estimés du personnel, en juillet 2020. L'idée de relocaliser le parlement est développé pour la première fois en 1983. Les plans de construction du nouveau bâtiment sont approuvés en octobre 2017. La construction débute en novembre 2018. La Shanghai Construction Group, l'une des plus grandes entreprises de construction au monde, obtient le contrat de construction pour 140 millions de dollars américains. La construction doit être achevée au cours du deuxième trimestre de 2022.
En mars 2022, les travaux achevés sont estimés à 95%. Des travaux sont alors en cours sur les deux étages inachevés et le parking est aménagé après l'achèvement du bâtiment principal,.
Le gouvernement du Zimbabwe a l'ambition de transformer Mount Hampden en une ville satellite de Harare en déplaçant la magistrature et les ministères à cet endroit à l'avenir. Le nouveau bâtiment du Parlement du Zimbabwe doit stimuler la construction de nouvelles résidences et le développement commercial dans le quartier,.